# Sierra de Santa Mónica
La sierra de Santa Mónica es una sierra ubicada al sur del estado de California en los Estados Unidos.

## Toponimia
Ya en la segunda expedición de Portolá en mayo de 1770 se utilizó este topónimo en honor de la santa Mónica, madre de San Agustín. Desde el año 1822 se utiliza por primera vez para designar a la sierra.

## Geografía
La sierra se extiende a lo largo de unos 64 km, al este-oeste de las colinas de Hollywood en Los Ángeles de Point Mugu, en el condado de Ventura. La sierra forma una barrera entre el valle de San Fernando y la cuenca de Los Ángeles, dividiendo "el valle" en el norte y centro-oeste de Los Ángeles, en el sur. La sierra de Santa Mónica siguen una dirección paralela a la sierra de Santa Susana, que se encuentra justo al norte de las montañas del valle de San Fernando. Comenzando en el extremo oriental del valle de San Fernando, las montañas limitan al norte con el río de Los Ángeles. El río corre en dirección sur a partir del parque Elysian, el punto más oriental de las montañas. El Monte Washington forma el otro margen del río que posee una flora nativa y clima casi iguales.

## Geología
Los geólogos consideran las islas del norte del canal a ser una extensión hacia el oeste de Santa Mónica en el océano Pacífico. La gama fue creada por episodios repetidos de elevación y la sumersión de la falla de Raymond que las capas de complejos creados de rocas sedimentarias. Instrusions volcánicas han sido expuestos, incluyendo el mal llamado "Pico de arenisca", el más alto en el rango de 948 metros (3111 pies). Malibu Creek, lo que erosionó su propio canal, mientras que las montañas fueron poco a poco en alto, divide la cordillera.

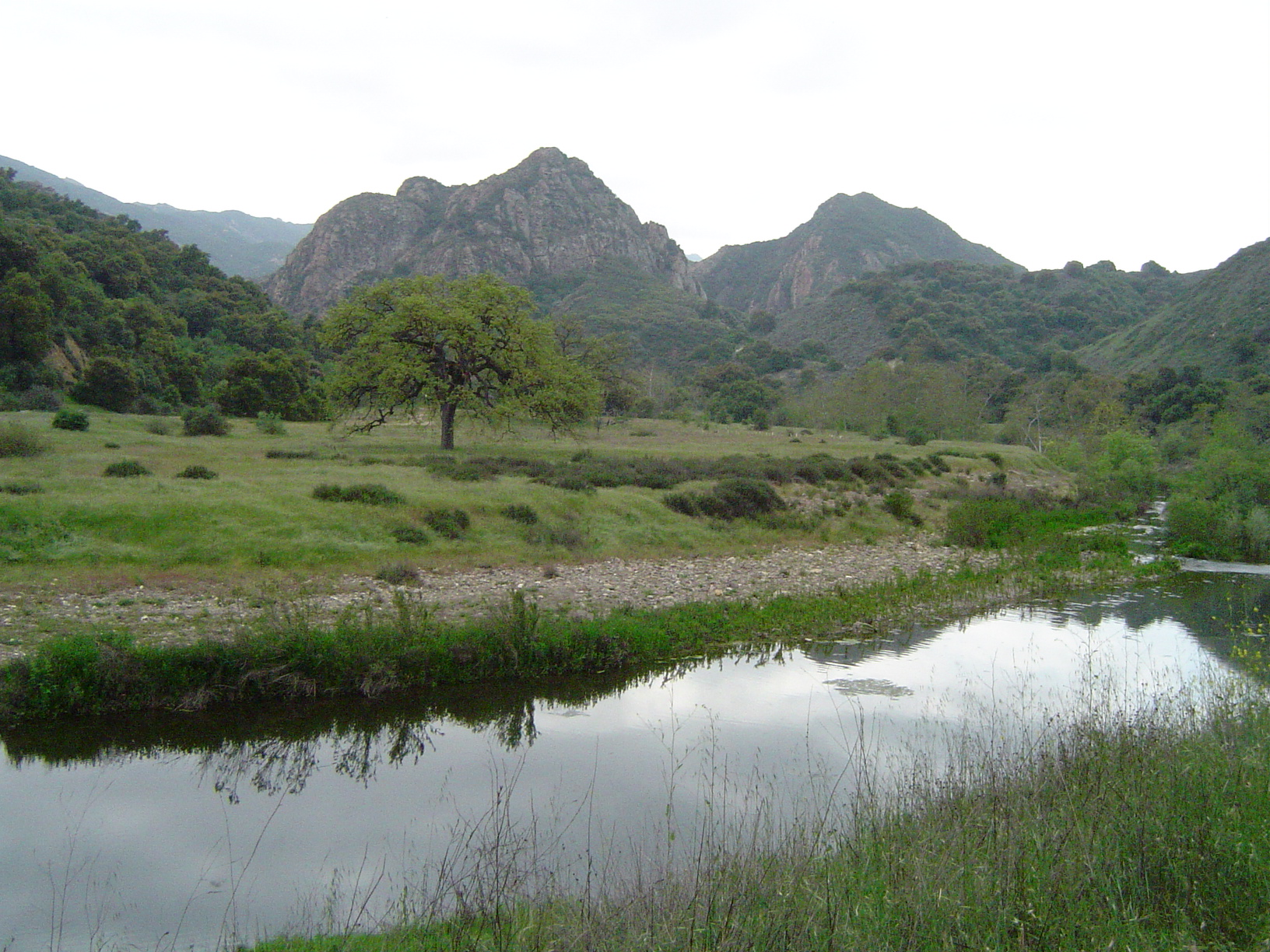
Arroyo Malibu en la sierra de Santa Mónica

## Clima
La sierra de Santa Mónica posee veranos secos, cálidos e inviernos húmedos y fríos. En el verano, el clima es bastante seco, lo que hace que la gama propensas a los incendios forestales. La nieve es inusual en las Montañas de Santa Mónica, ya que no son tan altas como las cercanas montañas de San Gabriel.
El 17 de enero de 2007, una tormenta inusualmente fría trajo consigo nevadas a la sierra de Santa Mónica. En la ciudad de Malibú se acumularon hasta 8 centímetros de nieve. Fue la primera vez en cinco décadas que nevaba en la sierra. Snow fue informado sobre Boney Peak, en el invierno de 2005, y en marzo de 2006, también cayó nieve en la cima de la montaña. De nieve también cayó en la cima de la montaña Boney a finales de diciembre de 2008.

## Otras sierras cercanas
- Colinas de San Rafael
- Sierra de los Verdugos
- Sierra de San Bernardino
- Sierra de San Gabriel
- Sierra de Santa Susana
- Sierra Pelona
- Sierra de Tehachapi